# کیتا تاکاهاتا
کیتا تاکاهاتا (ژاپنی: 高畑 奎汰؛ زادهٔ ۱۶ سپتامبر ۲۰۰۰) یک بازیکن فوتبال اهل ژاپن است.
از باشگاه‌هایی که در آن بازی کرده‌است می‌توان به باشگاه فوتبال اوئیتا ترینیتا و باشگاه فوتبال گاینار توتوری اشاره کرد.